# 软件组件
软件组件，定义为自包含的、可编程的、可重用的、与语言无关的软件单元。
软件组件可以很容易被用于组装应用程序。